# Joseph Raya
Joseph Raya (en arabe : يوسف رايا ; 15 août 1916 - 10 juin 2005) est un archevêque catholique melkite d'origine libanaise, théologien, défenseur des droits civiques.
Il a été métropolite d'Akko, Haïfa, Nazareth et de toute la Galilée de 1968 à 1974 et était particulièrement connu pour son engagement à rechercher la réconciliation entre chrétiens, juifs et musulmans. Il était également l'un des principaux défenseurs de la célébration de la Divine Liturgie dans les langues vernaculaires.

## Biographie

### Jeunesse
Joseph-Marie Raya est né d'Almez et de Mikhail Raya de Zahlé et était le septième de huit enfants. Après avoir terminé ses études élémentaires au Collège oriental, il étudie à Paris avant d'entrer au séminaire Sainte-Anne de Jérusalem en 1937. Il est ordonné prêtre de l'Église catholique melkite le 20 juillet 1941. Il enseigne ensuite au Collège patriarcal de la rue Queen Nazli au Caire. Raya est expulsé d'Égypte en 1948 par le roi Farouk pour avoir défendu les droits des femmes. Il émigre aux États-Unis en 1949.

### Birmingham et le mouvement des droits civiques
Après avoir été pasteur adjoint de l'église catholique melkite St. Ann à Woodland Park, New Jersey, il est nommé pasteur de l'église catholique grecque melkite St. George à Birmingham, Alabama, en 1952. Sa défense des droits civils l'amene à se lier d'amitié avec le révérend Martin Luther King Jr. Raya manifeste plusieurs fois aux côtés de King et est trois fois victime du Ku Klux Klan, dont une fois où il est kidnappé et sévèrement battu par trois de ses membres. Défiant la menace d'excommunication émise par l'archevêque catholique romain Thomas Toolen, Raya aide King et d'autres manifestants des droits civiques à organiser des manifestations et des marches dans tout l'Alabama dans les années 1960,. Raya fonde ensuite la mission Saint Moses the Black, la première mission catholique orientale pour les Afro-Américains, située au centre-ville de Birmingham.
Il est également très proche de la militante pour la justice sociale Catherine Doherty, et devient le premier prêtre associé de son apostolat Madonna House à Combermere, Ontario, Canada, le 1er juillet 1959. Lorsqu'il devient archevêque de Nazareth, il ordonne son mari Eddie Doherty à la prêtrise.

### Défenseur de la langue vernaculaire pour les services liturgiques
En tant que prêtre en Alabama, Raya plaide pour que les jeunes générations aient des services religieux dans leur propre langue et traduit les évangiles, le missel et la liturgie divine byzantine en anglais. Il crée une controverse in invitant Fulton Sheen, la célèbre personnalité catholique de la télévision, à célébrer la Divine Liturgie pontificale byzantine en anglais en 1958 à la Convention nationale melkite. Fulton Sheen a célébré la liturgie en anglais à la télévision, inspirant certains catholiques à renouveler les appels à une utilisation généralisée de la langue vernaculaire mais suscitant la colère des traditionalistes.[réf. nécessaire]
L'archevêque catholique romain de Mobile, Alabama, Thomas Toolen, interdit à Raya de célébrer la Divine Liturgie en anglais en décembre 1959. Cependant, le pape Jean XXIII est intervenu en mars 1960 à la demande du patriarche melkite Maxime IV Sayegh pour trancher la question en faveur de la coutume byzantine de célébrer les mystères divins en langue vernaculaire. En 1963, la traduction liturgique de Raya a été déclarée traduction anglaise officielle des rites byzantins catholiques.
Le patriarche Maximos IV a reconnu les succès de Raya en l'élevant à la dignité de Grand Archimandrite de Jérusalem et en le nommant membre de la délégation patriarcale melkite au concile Vatican II. Dans une rupture significative avec la tradition, les pères de l'Église de Vatican II ont décidé d'autoriser l'utilisation généralisée de la langue vernaculaire dans l'Église catholique. Après avoir terminé son travaillors du Concile, il continue à traduire des œuvres melkites en anglais. En 1968, avec José de Vinck d'Alleluia Press dans le New Jersey, il est l'auteur de Byzantine Daily Worship, un recueil en anglais de la Divine Liturgie, de l'Office des Heures et des sacrements.

### Épiscopat
À la suite de sa nomination comme archevêque d'Acre (en), Haïfa, Nazareth et toute la Galilée le 20 octobre 1968, Joseph Raya dirige en 1972 une manifestation pacifique de milliers d'Arabes et de Juifs en Israël demandant justice pour les villages de Kafr Bir'im et Iqrit en Haute Galilée qui avait été dépeuplé en 1948, puis détruit. Iqrit était la ville natale de son deuxième successeur, l'archevêque Elias Chacour. Il demande justice par des moyens non violents et appelle les Palestiniens à être de bons citoyens d'Israël.
Décrivant les actions de Raya, le père John Catoir écrivait en 1969 :

« They (Christian Arabs) are in no mood for brotherhood talks, but (Raya) commands them to stop hating the Jews, to purge their hearts of hatred and contention which breeds only misery and further suffering.
At the closing session of the Israeli parliament he thundered to the Jewish representatives, alternating between French, Arabic, and English for all to understand, that they have done to the Arabs some of the very same things they themselves lament so bitterly in their own history of persecution.
It is quite a thing to see a living prophet in action, challenging the inflamed passions of ancient enemies. »

En août 1972, il ordonne la fermeture de toutes les églises de son éparchie un dimanche pour pleurer "la mort de la justice en Israël" alors que les deux villages étaient confisqués. Expliquant sa position, il déclare:

« No end justifies injustice -- even if that end seems to be the good of the state or of a nation. If you base security on denial of justice, no amount of money can guarantee that security. Not even an army as strong as all of the legions of Rome will be able to insure it. »

En tant qu'archevêque, Raya est une figure controversée. Alors que beaucoup admirent son style charismatique et son leadership œcuménique, certains Arabes et membres de la hiérarchie de l'Église sont mécontents de ses ouvertures vers Israël. Raya est opposée à la proposition du Saint-Synode melkite d'internationaliser Jérusalem. Il a également bouleversé le Vatican avec sa campagne agressive pour le retour des réfugiés Bir'im et Ikrit et la vente des terres de l'église aux agriculteurs musulmans appauvris. La lettre de démission de Raya déclare que la hiérarchie de l'Église avait forcé sa décision de quitter son poste. Le gouvernement israélien le considérait comme dangereux, mais lorsqu'il a démissionné, le Premier ministre Golda Meir le supplie de reconsidérer sa décision.
La démission de Raya a été un choc pour beaucoup. Le club local de la jeunesse chrétienne a recueilli plusieurs milliers de signatures lui demandant de reconsidérer sa décision et d'éminents dirigeants musulmans, juifs et chrétiens en Israël et à l'étranger ont exprimé leur déception. Yoram Kaniuk a décrit leurs réflexions sur l'archevêque, décrivant Raya comme "incompréhensible". La grande majorité des gens le considéraient avec méfiance, par son anticonformisme envers les notions généralement acceptées. Des gens atypiques, des hommes profondément religieux, des hommes de morale que nous ne comprendrons pas. Raya était en décalage. Il n'a porté aucune animosité à Israël. Il a pris soin de son troupeau spirituel et s'est occupé de lui." En quittant son poste, Raya utilisa sa dernière lettre pastorale pour souligner son approche œcuménique :

« I came to the Holy Land to give. And behold! I was overwhelmed by what I received! I came to enrich and purify! And behold! I was the one to be enriched and purified. I loved the family of the Lord. His family are both the Jews and the Arabs. I held the Muslims, the Druze, the Jew, the Christian, everyone believer and unbeliever, in the same embrace. »

Après avoir démissionné de son archevêché le 13 juillet 1974, Raya déménage à Madonna House à Combermere, Ontario, Canada. À un certain moment entre sa démission et 1975, il est victime d'une crise cardiaque et subit une opération de pontage quadruple à Lexington, Kentucky. De chez lui à Combermere, il donne des conférences et écrit sur la spiritualité byzantine à divers endroits, parmi lesquels le centre œcuménique John XXIII de l'université Fordham dans le Bronx et le grand séminaire patriarcal de Raboue à Antelias, au Liban. Il revient au Liban en 1985 pour assister le diocèse de Beyrouth avec Habib Bacha. En 1987, il assume la direction par intérim de l'archidiocèse de Banias à Marjayoun au Liban, qui avait été détruit par la guerre civile libanaise de 1974 à 1991. Il retourne au Canada après l'achèvement de cette mission et prend sa retraite à Madonna House en 1990. Raya décéde le 10 juin 2005 à l'hôpital St. Francis Memorial de Barry's Bay, Ontario, Canada.

## Vie privée
Raya avait une amitié étroite avec Francis Martin, un théologien catholique romain.

## Livres et publications de Joseph Raya
Raya est l'auteur de plusieurs livres, dont des cantiques, des ouvrages théologiques et des monographies sur l'histoire de l'Église. La plupart de ses publications ont été écrites en anglais. Ils comprennent:
- (en) Abundance of Love: The Incarnation and the Byzantine Tradition, Educational Services, 1989 (ISBN 1-56125-015-5)
- (en) Byzantine Church and Culture, Alleluia Press, février 1992 (ISBN 0-911726-55-1)
- (en) Joseph Raya, de Vinck et Baron José, Byzantine Daily Worship, Alleluia Press, 1969 (ISBN 0-911726-07-1)
- (en) Christmas: Birth of Our Lord, God and Saviour Jesus Christ and His Private Life, Madonna House Publications, 1997 (ISBN 0-921440-45-6)
- (en) Joseph Raya, de Vinck et Baron José, The Divine and Holy Liturgy of our Father among the Saints, John Chrysostom, Alleluia Press, 2001 (ISBN 0-911726-64-0)
- (en) Celebration! Reflections on The Divine and Holy Liturgy, Eastern Christian Publications, 2003 (ISBN 1-892278-42-1)
- (en) The Eyes of the Gospel, Madonna House Publications, 2006 (ISBN 0-921440-96-0)
- (en) Face of God: An Introduction to Eastern Spirituality, God With Us Publications, 1984 (lire en ligne )
- (en) Metalipsi: Service of Holy Communion without Divine Liturgy, Madonna House Publications
- (en) Theophany and Sacraments of Initiation, Madonna House Publications, 1993 (ISBN 0-921440-36-7)
- (en) Theotokos: Mary, Mother of Our Lord, God and Saviour Jesus Christ, Madonna House Publications, 1995 (ISBN 0-921440-40-5)
- (en) Transfiguration of Our Lord and Saviour Jesus Christ, Madonna House Publications, 1992 (ISBN 0-921440-29-4)